# خانقاه (بدخشان)
خانقاه (به لاتین: Khaneqa) یک منطقهٔ مسکونی در افغانستان است که در ولسوالی یمگان واقع شده‌است.